# Pelatea klugiana
Pelatea klugiana is een vlinder uit de familie bladrollers (Tortricidae). De wetenschappelijke naam is voor het eerst geldig gepubliceerd in 1836 door  Freyer.
De soort komt voor in Europa.